# الكسندر غولدن
الكسندر غولدن (بالإنجليزية: Alexander Goldin)‏ هو لاعب شطرنج أمريكي، ولد في 27 فبراير 1964 في نوفوسيبيرسك في روسيا.

## وصلات خارجية
- الكسندر غولدن على موقع الاتحاد الدولي للشطرنج (الإنجليزية)
- الكسندر غولدن على موقع مباريات الشطرنج (الإنجليزية)
- الكسندر غولدن على موقع 365Chess.com (الإنجليزية)
- الكسندر غولدن على موقع Chesstempo.com (الإنجليزية)
- الكسندر غولدن على موقع الاتحاد الأمريكي للشطرنج (الإنجليزية)
- الكسندر غولدن سجل أولمبياد الشطرنج على موقع OlimpBase.org (الإنجليزية)